# Liriomyza eupatorii
Liriomyza eupatorii is een vliegensoort uit de familie van de mineervliegen (Agromyzidae). De wetenschappelijke naam van de soort is voor het eerst geldig gepubliceerd in 1874 door Kaltenbach.

## Waardplanten
Liriomyza eupatorii komt voor op:
- Aster
- Euptorium aromaticum
- Euptorium cannabinum
- Galeopsis angustifolia (Smalle raai)
- Galeopsis pubescens (Zachte hennepnetel)
- Galeopsis segetum (Bleekgele hennepnetel)
- Galeopsis speciosa (Dauwnetel)
- Galeopsis tetrahit (Gewone hennepnetel)
- Helianthus
- Lapsana communis (Akkerkool)
- Solidago virgaurea (Echte guldenroede)